# (6427) 1995 FY
(6427) 1995 FY è un asteroide della fascia principale. Scoperto nel 1995, presenta un'orbita caratterizzata da un semiasse maggiore pari a 2,263003 UA e da un'eccentricità di 0,128102, inclinata di 4,673243° rispetto all'eclittica. Ha un periodo di rotazione di 6,195 ore.